# 플립 북

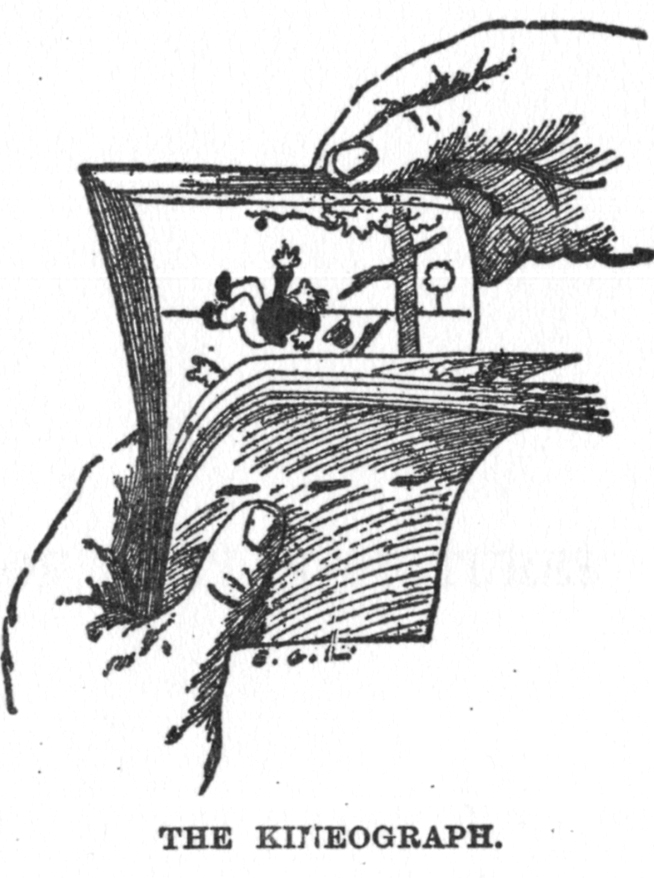
1886년에 그려진 키네오그래프

플립 북(flip book)은 책장마다 연속적인 그림을 포함하고 있어 책장을 빠르게 넘기면 그림이 움직이는 듯하게 보이는 효과가 있는 책이다. 플립 북은 별도의 책으로 제작되기도 하고, 일반 책이나 잡지 등의 페이지 모서리에 그림을 그려 만들기도 한다. 비디오 파일을 플립 북으로 변환하는 소프트웨어와 웹 사이트가 존재하기도 한다.

## 개요
플립 북은 그림이 움직이는 것처럼 보일 수 있게 빠른 속도로 넘겨야 한다. 일반적으로 플립 북은 한 손으로 책을 잡고, 다른 한 손의 엄지 손가락을 사용해 책장을 빠르게 넘겨 읽는다.

## 역사

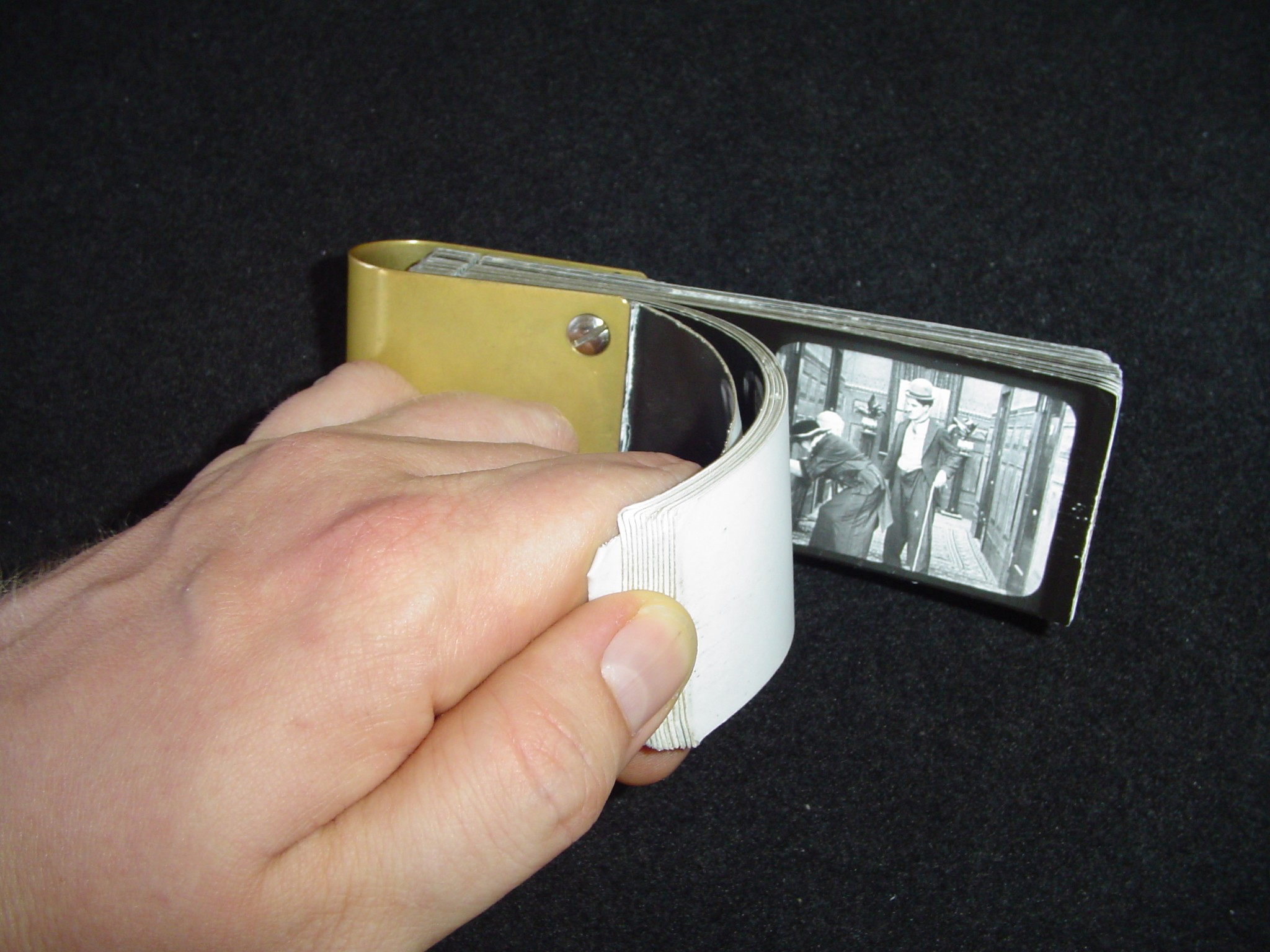
플립 북

플립 북은 페나키스토스코프(1832년)나 조이트로프(1866년)와 같이 복잡한 19세기의 애니메이션 장치가 개발되기 전부터 존재한 것으로 추정되지만, 이에 대한 증거는 아직 발견된 바가 없다. 중세 시대에도 《Sigenot》와 같이 연속적인 그림이 그려진 책이 있었지만, 그림의 움직임이 부자연스러웠다.
1868년 9월에 존 반즈 리넷(John Barnes Linnett)이 키네오그래프(kineograph)라는 이름으로 특허를 받은 것이 가장 오래된 플립 북으로 알려져 있다. 1894년, 막스 스클라다노프스키는 연속적인 사진들을 묶어 플립 북 형태로 만들었다. 또한 1894년에 허만 카슬러는 플립 북을 책의 형태로 제작하는 대신, 뮤토스코프(Mutoscope)라는 기계 장치를 만들어 책장이 자동으로 넘어가게 만들었다. 뮤토스코프는 20세기 중반까지 전자 오락실이나 놀이공원 등에서 상당한 인기를 누렸다. 1897년 영국의 영화 감독인 헨리 윌리엄 쇼트는 플립 북을 더 쉽게 넘길 수 있게 플립 북에 금속 홀더를 씌운 '필로스코프'(Filoscope)를 만들었다.

## 문화
플립 북은 어린이를 위한 장난감으로 자주 사용된다. 플립 북은 영화가 탄생하는 데에도 기여하였으며, 자동차나 담배 등을 홍보하는데에 사용되기도 했다. 플립 북은 오늘날에도 마케팅이나 예술 분야에서 자주 사용된다. 빈티지 플립 북은 수집가들 사이에서 상당한 인기가 있으며, 특히 19세기 후반에서 20세기 초반까지의 희귀한 플립 북은 높은 가격으로 판매되는 것으로 알려져 있다.
2004년에는 국제 플립 북 축제(international flip book festival)가 슈투트가르트에서 개최되기도 했다.

## 같이 보기
- 프락시노스코프
- 스톱 모션
- 더마트로프
- 조이트로프